# Walter Nissen
Walter Nissen (* 3. September 1908 in Bergedorf; † 25. September 1993 in Göttingen) war ein deutscher Archivar und Landeshistoriker.

## Leben
Walter Nissen studierte an der Universität Hamburg und der Universität Halle, wo er 1938 bei Martin Lintzel zum Dr. phil. promoviert wurde. Während seines Studiums wurde er Mitglied der Hamburger Burschenschaft Germania.
Ab 1939 absolvierte er die Ausbildung zum Archivar am Geheimen Staatsarchiv in Berlin-Dahlem, wurde aber zu Beginn des Zweiten Weltkriegs zur Wehrmacht eingezogen.
Nach seiner Rückkehr aus Kriegsdienst und Gefangenschaft arbeitete er ab 1947 am Landeshauptarchiv Magdeburg. Ab 1950 leitete er die Abteilung Merseburg des Deutschen Zentralarchivs der DDR, in das ein Teil der Bestände des Geheimen Staatsarchiv ausgelagert wurde. Als einziger wissenschaftlich ausgebildeter Archivar leitete Nissen die Ordnung der Bestände, die durch die Auslagerung durcheinandergeraten waren. Daneben verhandelte er mit der sowjetischen Besatzungsmacht über die Rückgabe des konfiszierten Archivguts.
Von Mitte 1959 bis Ende 1973 leitete Nissen das Stadtarchiv Göttingen, wo er seinen Arbeitsschwerpunkt auf die Bestandserfassung legte. Daneben leitete er von 1960 bis 1974 den Göttinger Geschichtsverein, dessen Mitgliederzahl sich bis 1970 verdoppelte.
Die Erforschung der Göttinger Stadtgeschichte förderte Nissen, indem er den Doktoranden mit entsprechenden Themen Zugang zu den Beständen des Stadtarchivs gewährte. Während seiner Amtszeit entstanden so zehn Dissertationen über die Göttinger Stadtgeschichte. Auch im Ruhestand beschäftigte sich Nissen mit historischer Landesforschung und verfasste zahlreiche Sammelbände, Monografien und Zeitschriftenbeiträge.

## Schriften
- Das Schicksal der ausgelagerten Bestände des PGSt und des BPH und ihr heutiger Zustand. Referat auf dem 32. Deutschen Archivtag, in: Archivalische Zeitschrift, 49 (1954), S. 139–150.
- (mit Siegfried Schütz, Christina Prauss): Göttinger Gedenktafeln. Ein biografischer Wegweiser. Vandenhoeck und Ruprecht, Göttingen 2002. (Erstauflage 1962 nur von Walter Nissen.)
- Die Brüder Grimm und ihre Märchen. Vandenhoeck und Ruprecht, Göttingen 1984.
- Otto von Bismarcks Göttinger Studentenjahre. Vandenhoeck und Ruprecht, Göttingen 1982.
- Göttinger Denkmäler, Gedenksteine und Brunnen. Vandenhoeck und Ruprecht, Göttingen 1978.
- Göttingen, so wie es war. Droste, Düsseldorf 1975.
- Das Göttinger Stadtarchiv. Vandenhoeck und Ruprecht, Göttingen 1969.
- Vom Wesen und Wert geschichtlicher Quellen, Kulturamt, Dortmund 1960.
- (Bearbeiter) Bürgersinn: 100 Jahre Göttinger Verschönerungsverein e. V.; Auszüge aus den Protokollen der Vorstandssitzungen des Vereins aus den Jahren 1876–1975. Göttinger Verschönerungsverein, Göttingen 1976.
- Göttingen gestern und heute. Stadt[-Verwaltung], Göttingen 1972.
- (Redaktion) Das tausendjährige Weende. Stadt[verwaltung], Göttingen 1966.
- (Redaktion) Göttinger Bürgerbuch. Stadt[verwaltung], Göttingen 1964.
- (Hrsg. mit Leo Stern): Die Auswirkungen der ersten russischen Revolution von 1905–1907 auf Deutschland. Rütten & Loening, Berlin 1954, 2. Aufl. 1955.